# Italia en los Juegos Olímpicos de Turín 2006
Italia estuvo representada en los Juegos Olímpicos de Turín 2006 por un total de 179 deportistas que compitieron en 15 deportes.  
La portadora de la bandera en la ceremonia de apertura fue la patinadora artística Carolina Kostner.

## Medallistas
El equipo olímpico italiano obtuvo las siguientes medallas:
| Nombre                                                               | Deporte                              | Competición            |
| -------------------------------------------------------------------- | ------------------------------------ | ---------------------- |
| Oro                                                                  |                                      |                        |
| Giorgio Di Centa                                                     | Esquí de fondo                       | 50 km M                |
| Fulvio Valbusa Giorgio Di Centa Pietro Piller Cottrer Cristian Zorzi | Esquí de fondo                       | 4 × 10 km M            |
| Armin Zöggeler                                                       | Luge                                 | Individual M           |
| Enrico Fabris                                                        | Patinaje de velocidad                | 1500 m M               |
| Matteo Anesi Stefano Donagrandi Enrico Fabris Ippolito Sanfratello   | Patinaje de velocidad                | Persecución por eqs. M |
| Plata                                                                |                                      |                        |
| —                                                                    |                                      |                        |
| Bronce                                                               |                                      |                        |
| Gerda Weissensteiner Jennifer Isacco                                 | Bobsleigh                            | Doble F                |
| Pietro Piller Cottrer                                                | Esquí de fondo                       | 30 km persecución M    |
| Arianna Follis Gabriella Paruzzi Antonella Confortola Sabina Valbusa | Esquí de fondo                       | 4 × 5 km F             |
| Gerhard Plankensteiner Oswald Haselrieder                            | Luge                                 | Doble M                |
| Enrico Fabris                                                        | Patinaje de velocidad                | 5000 m M               |
| Marta Capurso Mara Zini Arianna Fontana Katia Zini                   | Patinaje de velocidad en pista corta | 3000 m relevos F       |